# 瀕危語言項目
濒危语言项目（英语：Endangered Languages Project（ELP））是基于网站，开始于2012年6月的原住民语言组织、语言学家、高等教育机构和行业合作伙伴为保护濒危语言而开展的全球性合作。

## 历史

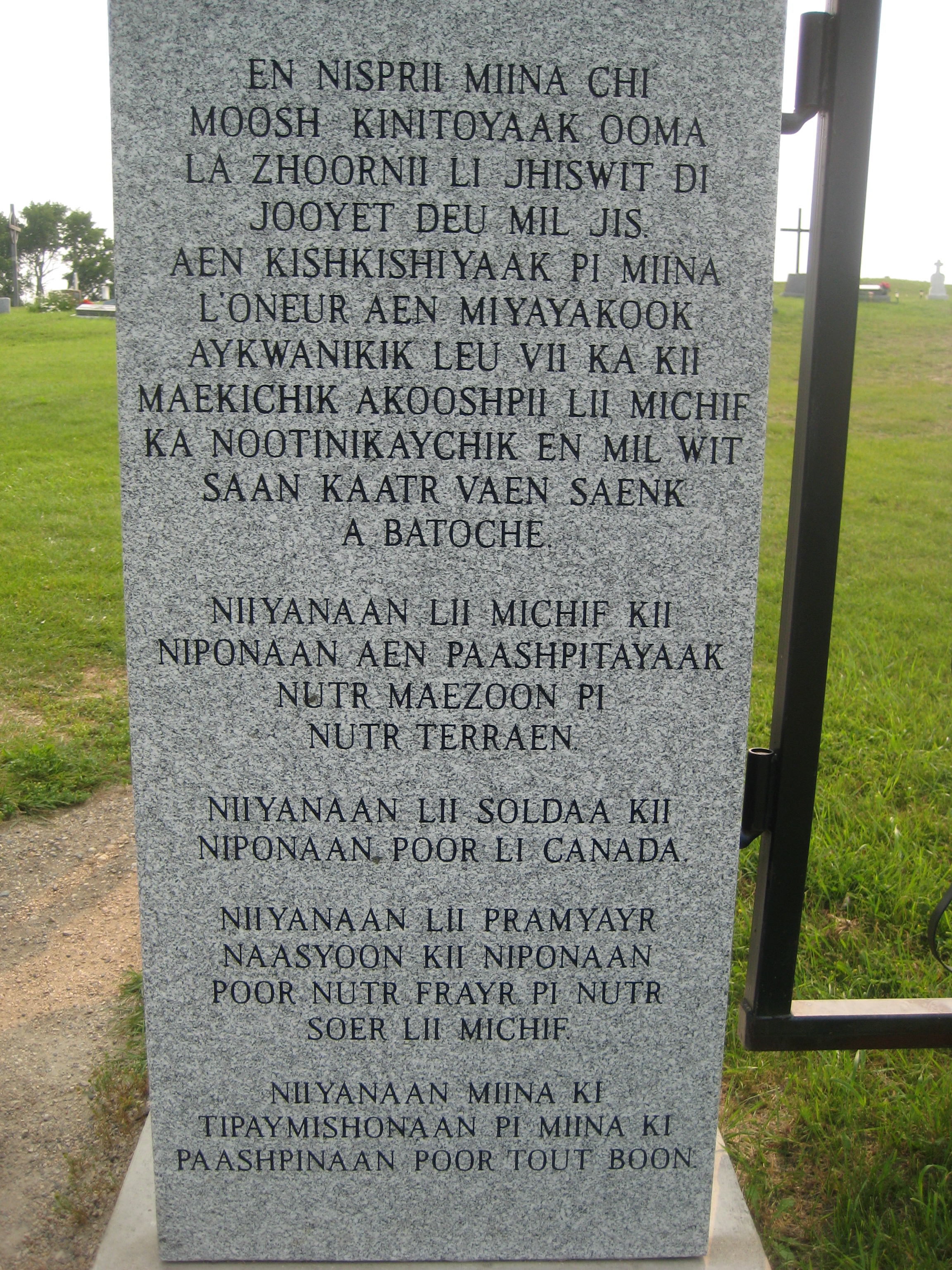
加拿大巴托什 (加拿大)米契夫语铭文

濒危语言目录（ELCat）的负责人、马诺亚语言、语言学和文学学院的语言学教授Lyle Campbell表示，2012年6月启动的濒危语言项目旨在成为“关于世界濒危语言最全面、最新的信息来源”，表示“......需要《目录》来支持濒危语言的记录和振兴，向公众和学者提供信息，帮助那些濒危语言社群的成员，并呼吁关注最需要保护的语言。”例如，该组织将加拿大米契夫语列为极度濒危语言，因为说该语言的人越来越少。
有四个创始成员负责监督网站的开发和启动：
- 第一民族文化委员会（First Peoples' Cultural Council）
- 东密歇根大学
- 夏威夷大学马诺阿分校语言学系
- Google.org

## 项目目标
ELP的目标是促进与濒危语言相关的信息交流，促进濒危语言的研究和记录，以支持从事保护或复兴语言的社区。用户可通过提交文本、音频、链接或视频形式的信息或样本。上传到网站后，用户可按资源类别标记提交的材料，以确保可以便捷地检索到它们。目前的资源类别有：
1. 语言研究和语言学
2. 语言振兴
3. 语言材料
4. 语言教育
5. 语言宣传和意识
6. 语言、文化和艺术
7. 语言与技术
8. 媒体

网站上收录的语言和显示的信息由濒危语言目录（ELCat），由夏威夷大学马诺阿分校和东密歇根大学语言学系开发。该目录的目标是持续的改进。该目录从现有的出版物开始，ELP进一步寻求专家来补充不完整的条目，并纠正任何错误。网站鼓励对适合ELCat的语言有了解的用户提交、改进特定语言条目有关的信息。该组织的网站还提供了一个互动地图，介绍这些语言在世界各地的起源。

## 项目的成功与新发现
截至2020年，ELP已在ElCat中收录了3000余种濒危语言，其范围涵盖180多个国家和地区。其中一些语言包括努比亚语、爱尔兰语、鄂罗克语、威尔士语、瑞典手语等。单在澳洲就有360种已收录濒危语言。ELP指出，“全世界大约7千种语言中，有四成以上都有灭绝的风险。”。

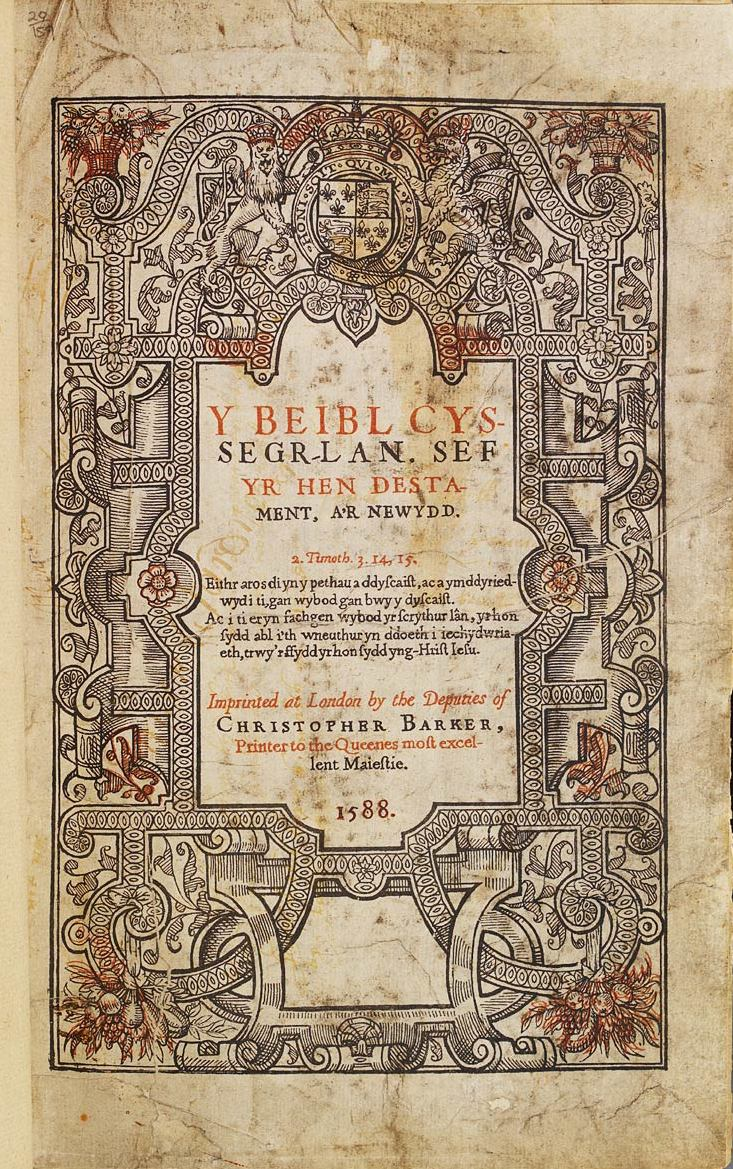
现存最早的威尔士语《圣经》，写于1588年

## 背景与人员

### 领导与组织
由受邀专业人士组成的管理委员会和咨询委员会负责监督本网站。管理委员会目前有11名成员，包括Lyle Campbell、Oliver Loode，咨询委员会有8名成员，具有广泛的经验和工作，包括语言研究群体、大学、Google。

### 管理委员会
活跃的管理委员有来自美国、加拿大、澳大利亚、印度、喀麦隆、荷兰的代表，负责网站的管理，监督外联工作和长期项目的规划。

### 合作伙伴
除上述管理组织外，一个致力于保护濒危语言的全球组织——“语言多样性联盟”正凭借该网站形成。该团体与谷歌合作运营濒危语言项目。